# Сен-Филибер (Кот-д’Ор)
Сен-Филибе́р (фр. Saint-Philibert) — коммуна во Франции, находится в регионе Бургундия. Департамент коммуны — Кот-д’Ор. Входит в состав кантона Жевре-Шамбертен. Округ коммуны — Дижон.
Код INSEE коммуны — 21565.

## Население
Население коммуны на 2010 год составляло 446 человек.
| 1962 | 1968 | 1975 | 1982 | 1990 | 1999 | 2010 |
| ---- | ---- | ---- | ---- | ---- | ---- | ---- |
| 143  | 136  | 117  | 296  | 391  | 410  | 446  |

## Экономика
В 2010 году среди 307 человек трудоспособного возраста (15—64 лет) 217 были экономически активными, 90 — неактивными (показатель активности — 70,7 %, в 1999 году было 77,3 %). Из 217 активных жителей работали 209 человек (106 мужчин и 103 женщины), безработных было 8 (3 мужчин и 5 женщин). Среди 90 неактивных 27 человек были учениками или студентами, 54 — пенсионерами, 9 были неактивными по другим причинам.